# BIG MOUNTAIN (芸能事務所)
株式会社BIG MOUNTAIN（ビッグ・マウンテン）は、日本の芸能事務所である。 

## 所属タレント

### 俳優
- 小沢仁志
- 友和